# Ždánov (Šumava)
Ždánov (německy Zosum) je zalesněný vrchol ležící asi 3 km východně od Kašperských Hor a 4 km severozápadně od vrcholu Javorník. Vrchol s geodetickým bodem je tvořen téměř vodorovným hřbetem o délce 300 m.
Na jižním svahu se nachází opuštěná osada Ždánov a v jejím okolí několik památných stromů (buk, lípa a skupina javorů). Po svazích Ždánova vede naučná stezka Strážců hranice, 2 cyklotrasy a červená turistická značka spojující Ždánov s vrcholy Sedlo a Královský kámen. Na severním svahu Ždánova (při obci Nezdice na Šumavě) se nachází lyžařský areál s vlekem.
Cca 1 km jihovýchodně od hlavního vrcholu se nachází vedlejší vrchol o nadmořské výšce 1041 m.